# 黑冠啄木鸟属
黑冠啄木鸟属（学名：Hemicircus）是啄木鸟科下的一个属。

## 下属物种
本属包括以下物种：
- 黑冠啄木鸟 Hemicircus canente (R.Lesson, 1832)
- 灰黄啄木鸟 Hemicircus concretus (Temminck, 1821)